# بروموديفلورو الميثان
بروموديفلورو الميثان أو هالون 1201 أو FC-22B1 هو ثلاثي هالوميثان غازي أو هيدروبرومو فلورو كربون.

## التركيبة
يمكن تحضيره من خلال تفاعل الهيدروجين مع ثنائي بروم ثنائي فلورو الميثان عند درجة حرارة تتراوح بين 400-600 °م. 
بيانات النقطة الحرجة: T c = 138.83 °م (411.98 ك)؛ ص ج = 5.2 ميجا باسكال (51.32 بار)؛ V c = 0.275 دسم 3 مول -1.

## الاستخدامات
يستخدم بروموديفلورو الميثان للتبريد وفي أجهزة إطفاء الحرائق. وهو مادة مستنفدة للأوزون من الفئة الأولى، وهو من غازات الدفيئة حيث يحتمل أن يتسبب بالاحتباس الحراري العالمي على مدى 100 عام من 398، ومع ذلك فهذه المادة أصغر بكثير من الغازات المفلورة الأخرى بسبب عمرها الجوي القصير نسبيًا والذي يبلغ 5.2 عامًا.  وقد حظرت بموجب بروتوكول مونتريال في عام 1996.

## روابط خارجية
- Ogata T، Kuwano S، Oe S (سبتمبر 1997). "Microwave Spectrum, Nuclear Quadrupole Coupling Constants, and Structure of Bromodifluoromethane". J Mol Spectrosc. ج. 185 ع. 1: 147–52. Bibcode:1997JMoSp.185..147O. DOI:10.1006/jmsp.1997.7381. PMID:9344805.
- Cox R.A.؛ Simmons R.F. (1971). "The kinetics of the gas-phase thermal decomposition of bromodifluoromethane". J. Chem. Soc. B: 1625–31. DOI:10.1039/J29710001625. مؤرشف من الأصل في 2007-09-30.
- Plyler E.K.؛ Acquista N. (يناير 1952). "Infrared Absorption Spectra of Five Halomethanes". Journal of Research of the National Bureau of Standards. ج. 48 ع. 1: 92–7. DOI:10.6028/jres.048.012. Research Paper 2290.

قالب:Halomethanes